# Michèle Vendôme
 (mars 2012).
Si vous disposez d'ouvrages ou d'articles de référence ou si vous connaissez des sites web de qualité traitant du thème abordé ici, merci de compléter l'article en donnant les références utiles à sa vérifiabilité et en les liant à la section « Notes et références ».
Michèle Vendôme, de son vrai nom Micheline Wraskoff, est une parolière, fille du pianiste, chef d’orchestre et orchestrateur Raymond Wraskoff.
Elle rencontre la compositrice Jacqueline Batell à la SACEM, qui met ses textes en musique et les propose à Lucienne Delyle, qui les enregistre.
Parmi ces chansons figurent Qu’est-ce que ça peut faire et On dit.
Elle donne à la compositrice Florence Véran le texte de Margot cœur gros, chanson destinée à Édith Piaf qui est emballée par la chanson et l’accepte d’emblée. Édith Piaf chantera encore Les gens et L’homme de Berlin avec Francis Lai.
Pour Jacqueline François, elle compose Les mots d’amour n’ont pas d’âge (1957), À Capri (1958) et Ça ressemble à quoi (1958).
Elle compose encore pour Guylaine Guy (Pourquoi partir d’ici, 1957), Aglaé (C’est aujourd’hui le printemps, 1957), Philippe Clay (Nous avons toujours habité cette maison) et Annie Cordy (Je t’aime, 1957).
Dans les années 1960, Sheila et Dalida se partagent Chaque instant de chaque jour (1964). En 1957, Dalida avait déjà interprété Fado et Sheila, après le succès remporté par la chanson, chante Oui il faut croire (1964) et Il faut se quitter (1965).
Elle fait également une adaptation de Shaking feeling sous le titre de Malgré tout ça pour Les Chats Sauvages en janvier 1964.
Autres interprètes : Téréza (Quand l’amour veut partir), Bob Azzam (Week-end à Portofino), Romuald (Demain) et Monty (Il faut s’en aller).
Après 1970, Michèle Vendôme compose pour Régine, Patricia (Ne crois pas ne crois plus), Mireille Mathieu (Pour un cœur sans amour), Marie Laforêt (Combien de temps dure un chagrin d’amour), Alice Dona (À trop répéter, Un chagrin à oublier, Pour trouver ton cœur) ainsi que pour la québécoise Nicole Martin (La fin du monde, titre paru en 1977 sur l'album Je lui dirai).
À partir de 1971, elle écrit pour Claude François plusieurs titres : 
- Comme un jour nouveau (1971)
- Aime-moi ou quitte-moi (1971)
- Donne un peu de rêve (1971)
- Et je ne pense plus à toi (1971)
- En attendant (1972)
- Pourvu que je me souvienne du soleil (1972)
- Qu'on ne vienne pas me dire (1972)
- Jésus-Christ superstar (1972)
- L'amour c'est comme ça (1973)
- De la peine, pas de chagrin (1973)
- Gens qui rient, Gens qui pleurent (1973)
- Dis-lui pour moi (1973)